# Asqar Mussinow

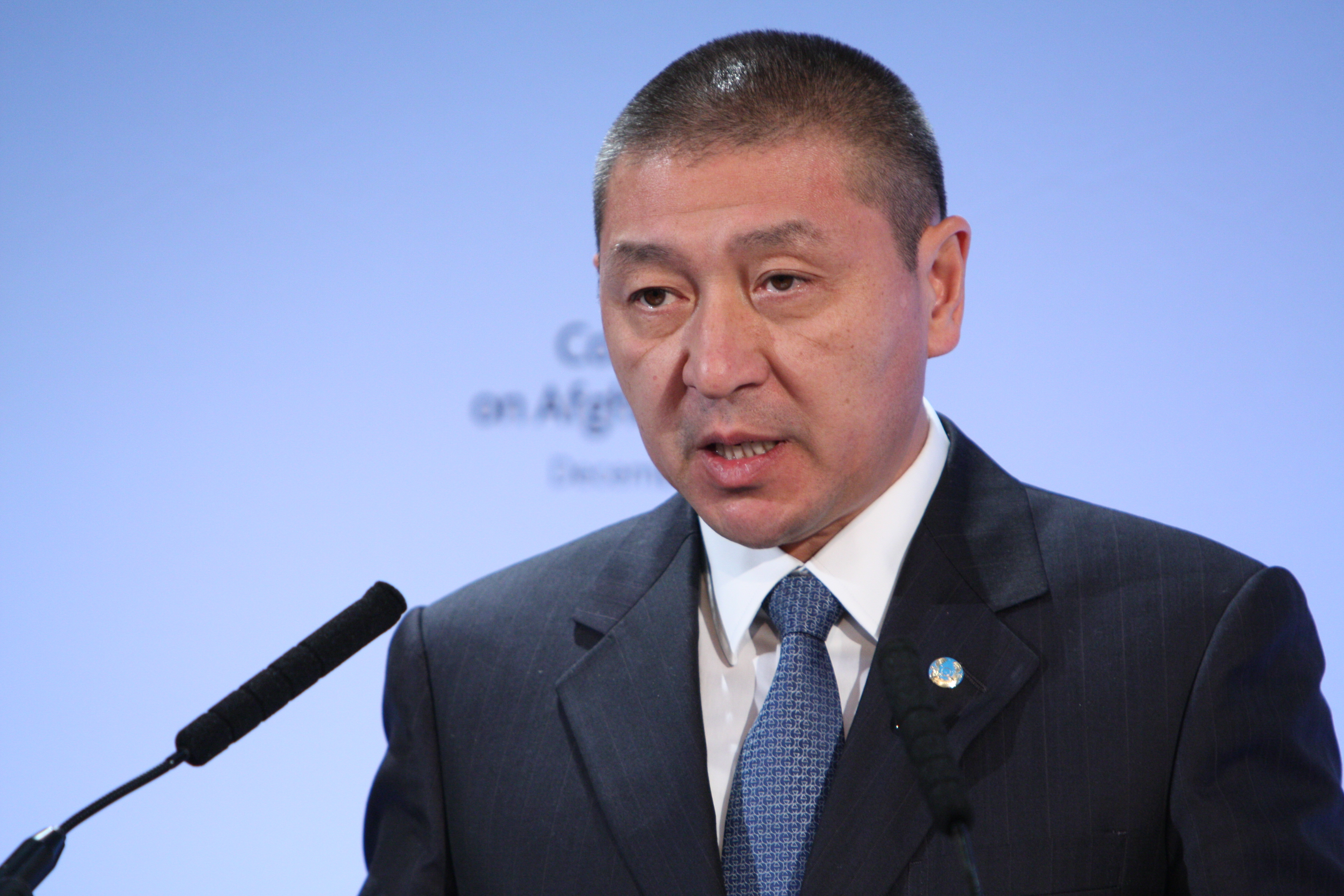
Asqar Mussinow (2014)

Asqar Achmetuly Mussinow (kasachisch Асқар Ахметұлы Мусинов, russisch Аскар Ахметович Мусинов Askar Achmetowitsch Mussinow, englisch Askar Akhmetovich Musinov; geb. 11. April 1961 in Alma-Ata, Kasachische SSR; gest. 10. Februar 2024) war ein kasachischer Politiker, Diplomat und eine Persönlichkeit des Islams. Er war stellvertretender Außenminister von Kasachstan.

## Biographie
Mussinow schloss 1984 ein Studium der Orientalistik und Philologie an der Staatlichen Universität Sankt Petersburg (damals Leningrad) ab.
Er arbeitete als Militärübersetzer in Libyen, war Protokollchef des Präsidenten von Kasachstan und Botschafter der Republik Kasachstan in Ägypten, Algerien, Tunesien, Marokko, dem Königreich Saudi-Arabien und den Staaten des Persischen Golfs. 2006 wurde er zum Botschafter der Republik Kasachstan in den Vereinigten Arabischen Emiraten und Südafrika berufen.
Mussinow war von 2014 bis 2016 stellvertretender Außenminister von Kasachstan. Er war einer der Teilnehmer der London Conference on Afghanistan 2014 am 4. Dezember 2014.
Ab Januar 2024 war er Generaldirektor der Islamischen Organisation für Ernährungssicherheit.
Er starb am 10. Februar 2024 im Alter von 62 Jahren in Kasachstan.

## Sonstiges
Mussinow war einer der Unterzeichner der Botschaft aus Amman (Amman Message). 
Für seine Verdienste wurde er vielfach ausgezeichnet.